# Од-Веле (Нововисельське сільське поселення)
Од-Веле́ (рос. Од-Веле, ерз. Од Веле) — селище у складі Зубово-Полянського району Мордовії, Росія. Входить до складу Нововисельського сільського поселення.
Населення — 80 осіб (2010; 115 у 2002).
Національний склад (станом на 2002 рік):
- мордва — 96 %